# Alex Aleardi
Alex Aleardi (* 30. Juli 1992 in Fort Wayne, Indiana) ist ein US-amerikanischer Eishockeyspieler, der seit August 2022 bei Rapid City Rush aus der ECHL unter Vertrag steht.

## Karriere
Aleardi startete seine Karriere bei den Kitchener Rangers in der Ontario Hockey League und spielte dort bis 2010, bevor er während der Saison zu den Belleville Bulls transferiert wurde. Aleardi spielte die Saison zu Ende und wechselte im darauffolgenden Sommer erneut innerhalb der Liga zu den Plymouth Whalers, wo er sich zu einem verlässlichen Scorer entwickelte. Während der Saison 2012/13 wurde er abermals transferiert, diesmal zu den Windsor Spitfires. In den 28 Spielen, die er in dieser Saison für die Spitfires aufs Eis ging, erzielte er zwölf Tore und insgesamt 42 Punkte, womit er zum insgesamt fünftbesten Scorer seines Teams avancierte.
Kurz vor Saisonende erhielt Aleardi ein Angebot aus der American Hockey League von den Springfield Falcons, bei denen er noch in drei Spielen aufs Eis ging. Nach 41 Spielen in der Saison 2013/14 wechselte Aleardi in die ECHL zu den Evansville IceMen, bei denen er in 23 Spielen 14 Tore und neun Assists verbuchen konnte. Zur Saison 2014/15 wechselte er wieder in die AHL zu den Charlotte Checkers, bei denen er in 48 Spielen zwölf Tore und elf Assists erzielen konnte.
Nach einem kleinen Zwischenstopp in der ECHL bei den Florida Everblades wechselte Aleardi zum ersten Mal in seiner Karriere nach Europa zu Rögle BK in die Svenska Hockeyligan. Nach 15 Spielen und nur einem Assist, wechselte er eine Liga tiefer in die zweitklassige HockeyAllsvenskan zum Asplöven HC, bei denen er weitaus bessere Scoring-Fähigkeiten erwies. Im Sommer 2016 wechselte Aleardi ligaintern zu Mora IK und war mit 16 Toren und 20 Assists in 51 Spielen sechstbester Scorer im Team. Zudem gelang ihm mit der Mannschaft der Aufstieg in die SHL. Dennoch zog es ihn im Sommer 2017 nach Österreich zum EC Red Bull Salzburg, bei dem er bis Oktober 2017 unter Vertrag stand.
Von 2017 bis 2021 stand er bei den französischen Vereinen Dragons de Rouen und Brûleurs de Loups de Grenoble unter Vertrag, wobei der US-Amerikaner in der Spielzeit 2017/18 mit Rouen den französischen Meistertitel gewann. In der darauffolgenden Saison war er mit 35 Toren in der regulären Saison bester Torschütze der französischen Ligue Magnus. Auch seine Zeit in Grenoble gestaltete sich erfolgreich: Aleardi war im Spieljahr 2019/20 Topscorer der Hauptrunde und wurde hierfür mit der Trophée Charles Ramsey ausgezeichnet. Im Sommer 2021 endete sein Engagement in Europa. Der Stürmer schloss sich den Florida Everblades aus der ECHL an, mit denen er 2022 den Kelly Cup gewann. Im August 2022 jedoch wurde er zu den Rapid City Rush transferiert.

## Erfolge und Auszeichnungen
- 2017 Meister der HockeyAllsvenskan und Aufstieg in die Svenska Hockeyligan mit dem Mora IK
- 2018 Französischer Meister mit den Dragons de Rouen
- 2019 Bester Torschütze der Hauptrunde der Ligue Magnus
- 2020 Trophée Charles Ramsey
- 2022 Kelly-Cup-Gewinn mit den Florida Everblades
- 2024 Teilnahme am ECHL All-Star Game